# Qatar Total Open 2014
Qatar Total Open 2014 a fost un turneu de tenis feminin profesional jucat pe hard. A fost ediția cu numărul 12 a evenimentului, parte a seriilor WTA Premier 5 din turul 2014 al WTA. Acesta a avut loc la Complexul Internațional de Tenis și Squash din Doha, Qatar, între 10 și 16 februarie 2014.
Turneul a fost câștigat de românca Simona Halep la single, iar la dublu de Hsieh Su-wei și Peng Shuai.

## Puncte și premii

### Puncte
| Eveniment | Î   | F   | SF  | 8   | 16  | 32 | 64  | C   | C2  | C1  |
| Simplu    | 900 | 585 | 350 | 190 | 105 | 60 | 1   | 30  | 20  | 1   |
| Dublu     | 900 | 585 | 350 | 190 | 105 | 1  | N/A | N/A | N/A | N/A |

### Premii
| Eveniment | Î        | F        | SF       | 8       | 16      | 32      | 64     | C2  | C1  |
| Simplu    | $441,000 | $220,200 | $110,100 | $50,700 | $25,135 | $12,900 | $6,630 | $   | $   |
| Dublu *   | $126,000 | $63,750  | $31,665  | $15,880 | $8,020  | 3,980   | N/A    | N/A | N/A |

* per team
- Pe echipă